# Ostvorpommersche Waldlandschaft mit Brebowbach
Ostvorpommersche Waldlandschaft mit Brebowbach este o arie protejată (arie specială de conservare — SAC, sit de importanță comunitară — SCI) din Germania întinsă pe o suprafață de 1.617 ha, integral pe uscat.

## Localizare
Centrul sitului Ostvorpommersche Waldlandschaft mit Brebowbach este situat la coordonatele 53°58′43″N 13°43′00″E / 53.9786°N 13.7167°E.

## Înființare
Situl Ostvorpommersche Waldlandschaft mit Brebowbach a fost declarat sit de importanță comunitară în aprilie 2004 pentru a proteja 7 specii de animale. Situl a fost protejat și ca arie specială de conservare în august 2016.

## Biodiversitate
Situată în ecoregiunea continentală, aria protejată conține 8 habitate naturale: Lacuri eutrofice naturale cu vegetație de tip Magnopotamion sau Hydrocharition, Lacuri și iazuri distrofice naturale, Cursuri de apă de la nivel de câmpie la nivel montan, cu vegetație Ranunculion fluitantis și Callitricho-Batrachion, Mlaștini turboase de tranziție și turbării mișcătoare, Păduri de fag Luzulo-Fagetum, Păduri de fag Asperulo-Fagetum, Mlaștini împădurite, Păduri aluvionare cu Alnus glutinosa și Fraxinus excelsior (Alno-Padion, Alnion incanae, Salicion albae).
La baza desemnării sitului se află mai multe specii protejate:
- mamifere (2): castor (Castor fiber), vidră de râu (Lutra lutra)
- nevertebrate (1): Vertigo moulinsiana
- pești (4): zvârluga (Cobitis taenia), Lampetra fluviatilis, cicar (Lampetra planeri), țipar (Misgurnus fossilis)